# Sāvli
Sāvli är en ort i Indien.   Den ligger i distriktet Vadodara och delstaten Gujarat, i den centrala delen av landet, 800 km sydväst om huvudstaden New Delhi. Sāvli ligger 56 meter över havet och antalet invånare är 20 728.
Terrängen runt Sāvli är platt, och sluttar västerut. Runt Sāvli är det tätbefolkat, med 257 invånare per kvadratkilometer. Närmaste större samhälle är Umreth, 18,8 km nordväst om Sāvli. Trakten runt Sāvli består till största delen av jordbruksmark.